# Günther Widmann
Günther Widmann (* 4. Juni 1937 in Bozen als Günther Meraner; † 9. September 1996 in Innsbruck) war ein österreichischer Architekt. Sein Betätigungsfeld waren Wohn- und Industriebauten sowie die Dorferneuerung im Navistal, Nordtirol.

## Leben
Widmann wurde als Sohn der Deutschlehrerin Caroline Meraner und des Bildhauers Hans Plangger am 4. Juni 1937 in Bozen geboren. Nachdem die Mutter mit dem Sohn 1938 nach Innsbruck ausgewandert war, heiratete sie den Vertreter Heinz Widmann, der ihren Sohn adoptierte. Günther Widmann absolvierte nach den Kriegsjahren die Baugewerbeschule HTL-Ingenieur in Innsbruck und studierte 1957 an der Akademie der bildenden Künste Wien unter Roland Rainer Architektur. Nach Beendigung des Studiums 1961 arbeitete er als Architekt im Büro von Architekt Gerhard Garstenauer in Salzburg, bis er sich 1972 in Innsbruck selbständig machte und das Architekturbüro Widmann gründete. Er heiratete 1963 die Architektin und später freischaffende Kunstfotografin Irene Widmann, geborene Hausl, mit der er 1964 eine Tochter, Claudia Widmann (Schauspielerin), und 1967 einen Sohn, Clemens Johannes Widmann (Architekt) bekam.
Die Begeisterung für das Reisen durch die europäischen Länder, USA, Ägypten, Guatemala, Venezuela und Mexiko verband ihn mit seiner Frau Irene. Bereits in den 1970er Jahren begann Günther Widmann mit der Hasselblad-Fotografie, die zum ständigen Begleiter auf seinen Reisen wurde. Seine Vorliebe für den Jazz und die Liebe zur Geselligkeit waren ihm sehr wichtig. Zahllose Künstler wie Anton Christian, Inge Dick, Hellmut Bruch, Nino Malfatti und Monika Posch Pfeifle zählten zu seinen Freunden und Weggefährten seit der Studienzeit an der Akademie.

## Schaffen
Geprägt wurde Günther Widmann in den Anfangsjahren durch den Einfluss seines Lehrers Roland Rainer und durch die Arbeiten im Architekturbüro Garstenauer in den 1960er Jahren. Kubische Bauten im internationalen Stil mit einfachen Formen bestimmten die Architektursprache. Einfamilienhäuser und eine der ersten Terrassenhaussiedlungen (Kalkofenweg/Arzl) in Tirol entstanden in dieser Zeit. Über die Beschäftigung mit dem Schweizer Architekten Rudolf Olgiati und den Fahrten ins Tessin kam er auf eine Mischung aus moderner und traditioneller Architektur, die die Formensprache der alpinen Dachformen mit den modernen architektonischen Gestaltungsmittel der 1950er und 1960er Jahre vereinte. Architekt G. Widmann gestaltete in der Landeshauptstadt mehrere Hotels und Gasthäuser um und wurde zu einem Spezialisten für Umbauten in Hotels und Beherbergungsbetrieben in Österreich.
Widmann hat in seiner Schaffenszeit zahllose Ein- und Mehrfamilienhäuser in Tirol und Niederösterreich, sowie die Terrassensiedlung Kalkofenweg, in Innsbruck-Arzl verwirklicht. Die Industriebauten Werkzeughalle Kofler, Fulpmes und Schlosserei Fritz, Grabenweg, Innsbruck gehören zu den wichtigsten Industriebauten in den 1970er und 1980er Jahren in Tirol. Hotelumbauten wie Hotel Krone, Hotel Neue-Post, Gasthaus Weißes Rössl, Hotel Weißes Kreuz (alle in Innsbruck), wie auch Hotel Kaiser in Kitzbühel, Gasthof Stangl in Thaur, Pension Villerspitze in Praxmar und Gasthof Ropferhof in Buchen zählen zu den wichtigen Hotelumgestaltungen zwischen 1970 und 1990 in der Nordtiroler Architektur.
Günther Widmann hat 15 Jahre die Dorferneuerung Navistal betreut und die Dorferneuerung im Navis geleitet. Unter seiner Führung wurde das Vidum, das Gemeindehaus Navis, der Kindergarten, der Vorplatz, sowie zahlreiche Bauernhöfe und die Kapellen entlang der Straßen ins Navistal saniert. Im Zuge der Dorferneuerung des Landes Tirol wurden neue Siedlungen geplant und ein Dorferneuerungskonzept mit der Gemeinde Navis erstellt.
Das BORG Innsbruck, Bundes-Oberstufen-Realgymnasium Fallmerayerstraße, wurde von Widmann und in der Folge von seinem Sohn Architekt Clemens Widmann in den Jahren 1993 bis 1996 generalsaniert.
Nach seinem Tod 1996 wurde das Architekturbüro vom Architekten Clemens Widmann übernommen.

## Werke

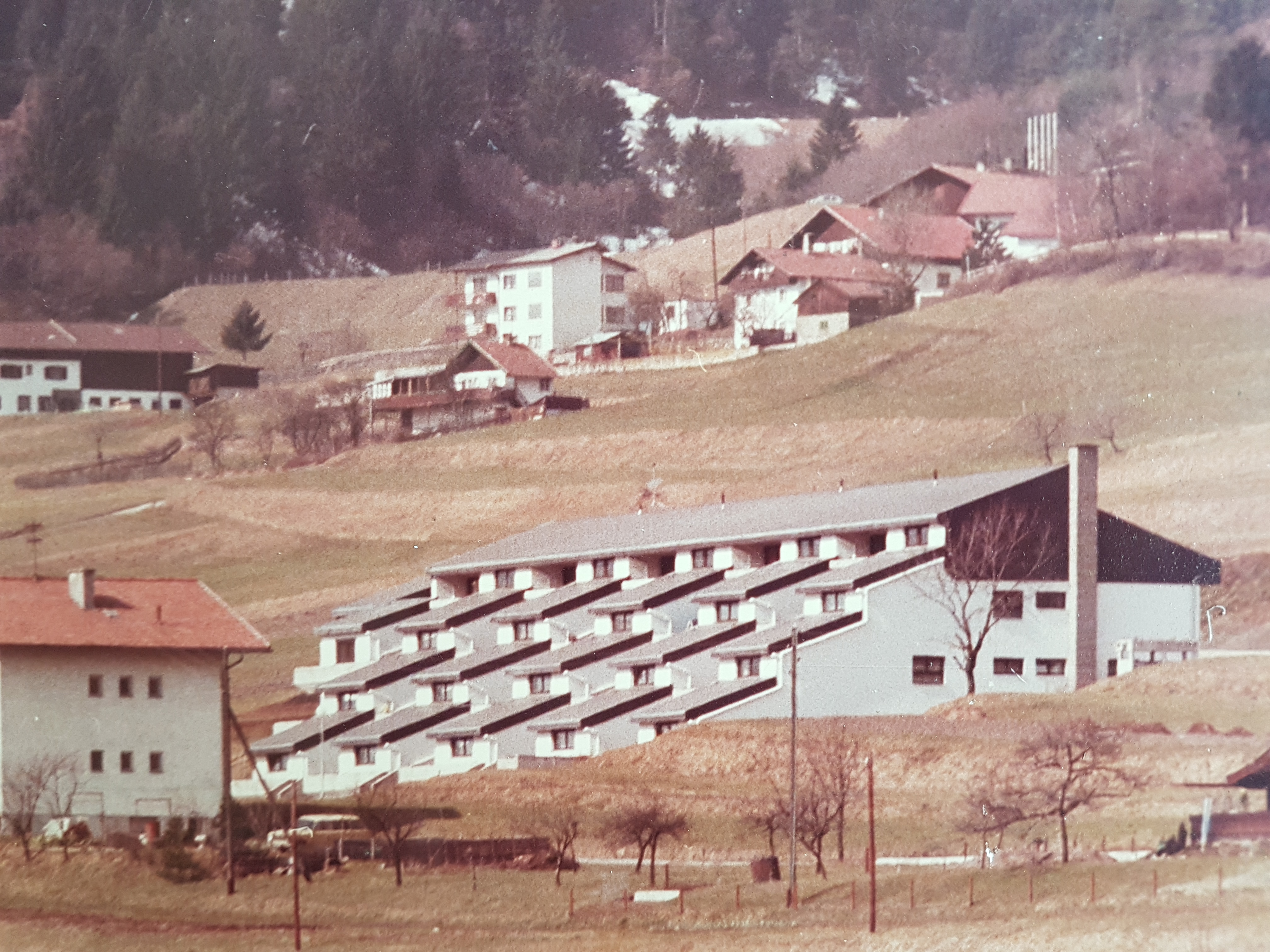
Terrassensiedlung Kalkofenweg, Innsbruck

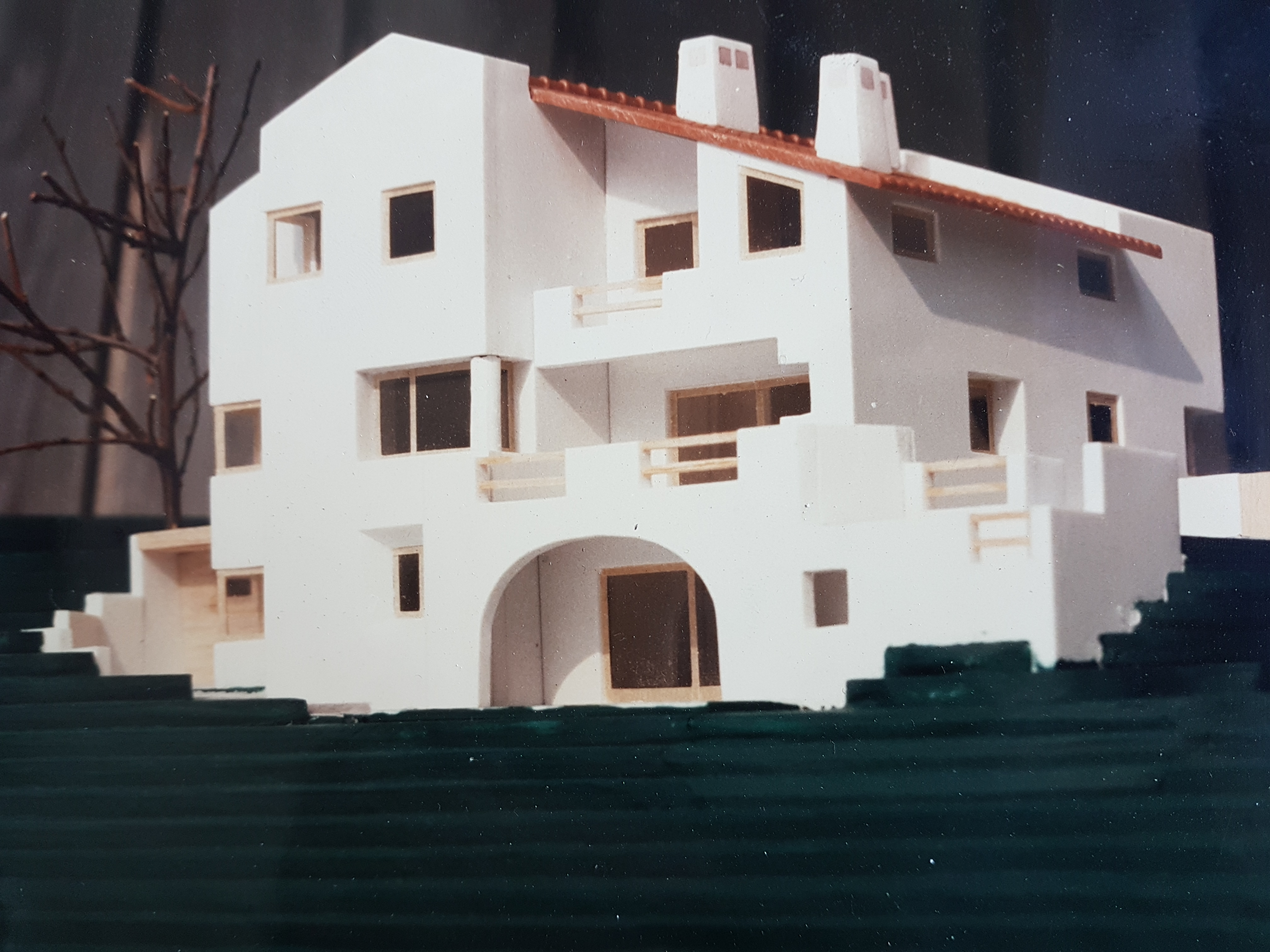
Haus Weissteiner

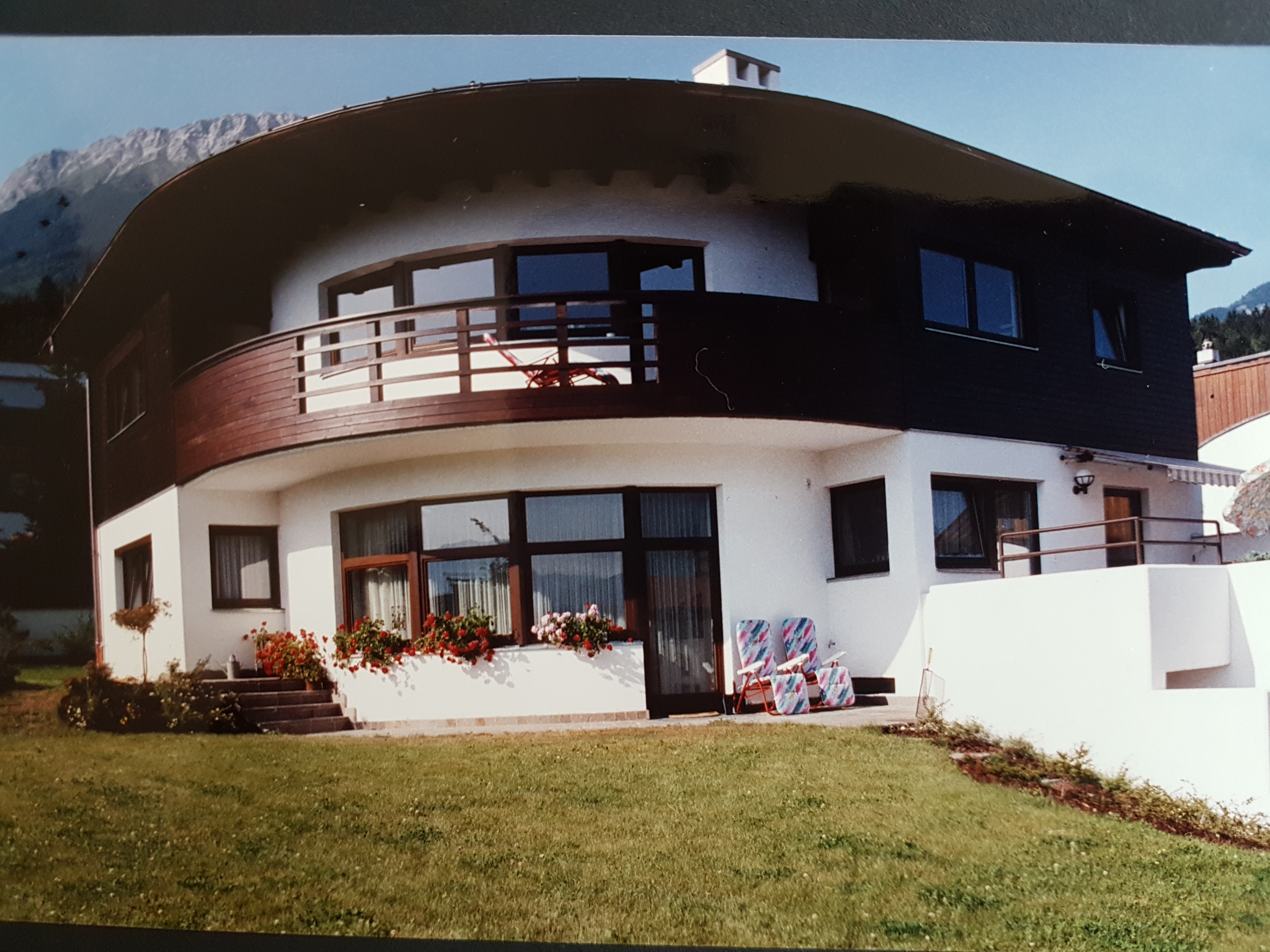
Haus Schmarda, Innsbruck-Arzl

- 1972 Industriehalle Fritz, Grabenweg, Innsbruck
- 1972–1974 Wohnhäuser Laschitz, Amort-Köchler, Widmann-Moosbacher, Sadrachstraße 5–9, Innsbruck
- 1972–1974 Wohnhaus Tschoner, Birgitz
- 1974 Wohnhaus Zeh, Blutgasse 2, Tulln
- 1973–1975 Terrassenhaussiedlung Kalkofenweg, Innsbruck-Arzl
- 1975–1980 Umbau Bürgerbräu, Innsbruck
- 1974 Stadtcafe, Innsbruck
- 1975 Wohnhaus Orntern, Lans
- 1976 Gasthof Ropferhof, Buchen
- 1976–1979 Schuhhaus Humanic, Wienerstraße 13, Tulln
- 1977–1978 Schuhhaus Humanic, Maria-Theresienstraße Innsbruck
- 1975–1978 Hotel Neue Post, Hotel Weißes Kreuz, Innsbruck
- 1979 Reihenhausanlage Interbau-Völs
- 1980 Geschäft Sport Wolf, Andreas-Hoferstraße, Innsbruck
- 1981–1982 Gasthof Perchtoldshof, Innsbruck
- 1982 Wohnhaus Wallner, Stams
- 1982 Hotel Veronika, Seefeld
- 1983 Pension Waldheim, Steinach
- 1981–1983 Wohn- und Geschäftshaus Leopoldstraße 40, Innsbruck
- 1983–1986 Wohnhaus Hetsch, Hauptstraße 15, Tulln
- 1984 Hotel Kaiser, Kitzbühel
- 1984 Pension Villerspitze, Praxmar
- 1986 Haus Weissteiner, Schneeburggasse, Innsbruck
- 1988 Restaurant Henschelhof, Innsbruck
- 1981–1985 Sporthaus Witting, Maria-Theresienstraße, Innsbruck
- 1984 Schuhhaus Delka, Museumstraße, Innsbruck
- 1985 Cafe 44, Maria-Theresienstraße, Innsbruck
- 1973–1987 Hotel Goldene Krone, Innsbruck
- 1985–1993 Wohnhaus Heidecker, Wohnhaus Zeh, Tulln
- 1982–1885 Werkhalle Kofler, Fulmes
- 1986–1990 Wohnhausanlage Schnellmanngasse, Innsbruck-Arzl
- 1988 Garconierenanlage Sillhöfe 8, Innsbruck
- 1987 Wohnhausanlage Weber, Weingartenstraße Innsbruck
- 1988 Bauernhaus Spörr
- 1989–1993 Gasthof Hirschen, Göstling
- 1989–1993 Wohnhaus Riedgasse 1, Innsbruck-Hötting
- 1990–1995 Dorferneuerung Navis
- 1990 Wohnhaus Schmarda, Eggenwaldweg, Innsbruck-Arzl
- 1990 Oberbank, Tulln
- 1990 Cafe Uni-3, Universitätsstraße 3, Innsbruck
- 1990–1995 Tennisclub Tulln
- 1991–1993 altes Gemeindehaus Navis
- 1992 Cafe Schipflinger, Kiebachgasse, Innsbruck-Altstadt
- 1992–1994 Aufstockung Wohnhaus Bernd Zeh, Blutgasse 1, Tulln
- 1992 Sonnenhangsiedlung Jenbach
- 1993 Umbau Schlossergasse 13, Innsbruck-Altstadt
- 1993–1996 Generalsanierung BORG, Bundes-Oberstufen-Realgymnasium Fallmerayerstraße, Innsbruck